# Charles-Jean-Baptiste Chaboillez
Charles-Jean-Baptiste Chaboillez, né le 9 juillet 1736 à Montréal et mort le 25 septembre 1808 est un trappeur et négociant dans le commerce de la fourrure. Il est le fondateur du Beaver Club situé square Chaboillez à Montréal.

## Biographie
Charles-Jean-Baptiste Chaboillez est le fils de Charles Chaboillez (1706-1757) et de Marie-Anne (1711-1778). Il est également l'oncle du notaire et homme politique canadien Louis Chaboillez et du prêtre canadien Augustin Chaboillez, fils de Louis-Joseph, membres de la famille Chaboillez.
Dès l'adolescence, Charles Chaboillez et ses frères s'activent dans le commerce de la fourrure. Ils deviennent voyageurs entre Montréal et les postes de traite situés autour des Grands Lacs, notamment Michilimackinac, Grand Portage et La Baye devenu fort La Baye. En quelques années, Charles Chaboillez engrange une grande fortune. Il ravitaille d'importants clients à Montréal, notamment Jean Orillat originaire de la ville de Québec.
En 1769, Charles Chaboillez se marie à Montréal avec Marguerite Larchevêque (1749-1798), fille du marchand Jacques Larchevêque, dit La Promenade.
Charles Chaboillez entretient des relations d'affaires avec le trappeur Benjamin Frobisher. En 1783, Frobisher et Chaboillez garantissent financièrement une expédition de peaux du côté de Grand Portage.
En 1785, il s'associa avec d'autres pourvoyeurs et marchands de Montréal à Michillimakinac, dont Étienne-Charles Campion, pour former la Compagnie générale du lac Supérieur et du Sud. L'objectif de cette «Société Générale» était de s'engager dans le commerce de la fourrure dans la région supérieure du fleuve Mississippi dans le Pays des Illinois. La même année, il est un des dix-neuf membres fondateurs du Beaver Club.
En 1797 et en 1804, il arpente la région rivière Assiniboine et de la rivière Rouge au Manitoba où s'installent de petites communautés Franco-Manitobaines et Métis qui formeront la colonie de la rivière Rouge.
Charles Chaboillez acquit plusieurs domaines et fermes dans l'île de Montréal ainsi qu'à Châteauguay. Il devint propriétaire de trois îles dans l'archipel d'Hochelaga.
En 1799, il fut nommé capitaine de deuxième bataillon de la milice de Montréal et promu Major jusqu'à sa retraite en 1802.
En 1808, Charles-Jean-Baptiste Chaboillez, meurt presque ruiné, sa fortune a disparu. Son entreprise a connu de sérieuses difficultés dans les années 1790, dont il ne s'est jamais remis, et à sa mort, il était lourdement endetté de plusieurs milliers de livres. Une grande partie de sa dette (environ 5 000 £) était due à son beau-fils, Simon McTavish, qui l'avait précédé dans la tombe. Selon le testament de McTavish, toutes les dettes qui lui étaient dues par Charles Chaboillez devaient être annulées et la générosité de McTavish avait alors fait un pas de plus en fournissant à son beau-père une rente de 150 £ par année.
Charles Chaboillez et Marguerite Larchevêque eurent 8 enfants dont 5 survécurent
- Charles Chaboillez de Terrebonne (1772-1812), partenaire fondateur de la Compagnie du Nord-Ouest.
- Marie-Marguerite Chaboillez (née en 1775), mariée à Simon McTavish, partenaire fondateur de la Compagnie du Nord-Ouest.
- Adélaïde Chaboillez (1781-1847), mariée à Joseph Bouchette, Arpenteur-général du Bas-Canada.
- Marie-Charlotte Chaboillez (1784-1805), devint nonne à l'Hôtel-Dieu de Montréal.
- Marie-Louise-Rachel Chaboillez (1786-1853), mariée au négociant en peaux Roderick Mackenzie de Terrebonne.